# Akira Nishiguchi
 (juin 2008).
Si vous disposez d'ouvrages ou d'articles de référence ou si vous connaissez des sites web de qualité traitant du thème abordé ici, merci de compléter l'article en donnant les références utiles à sa vérifiabilité et en les liant à la section « Notes et références ».
Akira Nishiguchi (西口 彰, Nishiguchi Akira, 14 décembre 1925 - 11 décembre 1970) est un tueur en série et un fraudeur japonais.

## Biographie
Alors qu'il se livre à des escroqueries, il assassine deux personnes en 1963, et est activement recherché par la police. Il continue cependant ses escroqueries et tue trois nouvelles personnes durant sa cavale. Il est finalement arrêté après avoir été reconnu par une jeune fille de 11 ans en 1964.
Lors de son procès, il est décrit comme « le plus grand médaillé d'or noir de tous les temps » (史上最高の黒い金メダルチャンピオン) et comme « l'enfant du diable » (悪魔の申し子).
Catholique, il rétracte son appel final le 15 août 1966, le jour de l'Assomption. Il est exécuté le 11 décembre 1970 par pendaison. Incinéré, ses cendres sont dispersées dans la Baie Beppu.

## Postérité
Ryūzō Saki écrit en 1975 un livre sur Nishiguchi, Fukushū suru wa ware ni ari (復讐するは我にあり), qui sera adapté en film sous le même nom par Shōhei Imamura (La Vengeance est à moi en français).